# Courant calcique de type R
Le courant calcique de type R